# Piancastagnaio
Piancastagnaio est une commune italienne de la province de Sienne, dans la région Toscane.

## Culture

### Événement commémoratif
- le Palio de Piancastagnaio est une ancienne manifestation populaire dont l’apogée est constitué par une chevauchée, celle-ci se déroule à Piancastagnaio, le 18 août de chaque année.

- la Festa della Madonna Assunta, titulaire de la paroisse.

- la Festa di San Bartolomeo, tituliare de la  Chiesa del Convento.

- la Festa di San Filippo Neri.

- la Festa di San Bartolomeo.

### Monuments et lieux d'intérêt
- La Rocca aldobrandesca

## Administration
| Période                                  | Période | Identité           | Étiquette | Qualité |
| ---------------------------------------- | ------- | ------------------ | --------- | ------- |
| 14                                       | 06-2004 | Fabrizio Agnorelli |           |         |
| Les données manquantes sont à compléter. |         |                    |           |         |

### Communes limitrophes
Abbadia San Salvatore, Castell'Azzara, Proceno, San Casciano dei Bagni, Santa Fiora.

## Personnalités
- Sergio Staino (1940-2023), auteur italien de bande dessinée.
- Cipriano Vagaggini (1909-1999), théologien et liturgiste italien.